# 直接空気回収技術

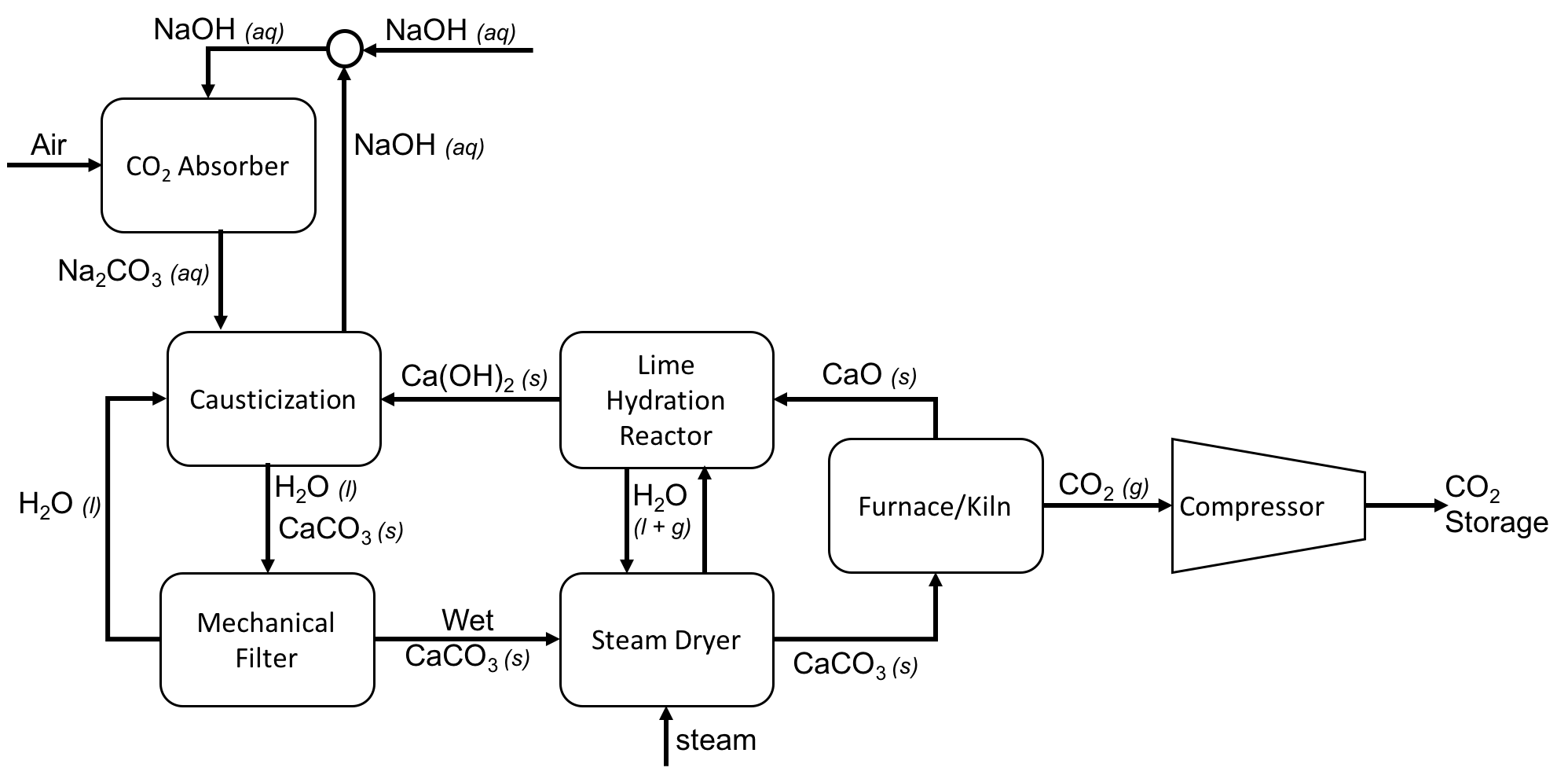
吸収剤として水酸化ナトリウムを使用し、溶媒の再生を含む直接空気回収プロセスのフロー図。

直接空気回収技術 (ちょくせつくうきかいしゅうぎじゅつ)、DAC (Direct Air Capture) ) は、二酸化炭素（CO2）を大気中から直接回収する技術のことである。工場や発電所などの点源の排出源からCO2を分離回収するのではなく、大気中にすでに薄く拡散してしまったCO2を大気から直接取り除く技術である。回収したCO2は別途、利用したり、地下廃棄などする必要がある。
この技術は1999年にKlaus S. Lacknerによって初めて提案された 。欧州や米国で商用化の動きがある。

## 回収の方法
ほとんどのDACの商用技術において、周囲の空気を通気させるために大きなファンを必要とする。
ファンを用いない方法を用いる場合もあり、最近では、アイルランドを拠点とする企業であるCarbon Collect Limited 、がMechanicalTree™とよばれる自然風を用いた回収装置を発表している。
2022年現在商業化されている回収方法としては、液体溶媒（通常はアミンベースまたは苛性アルカリ）をCO2吸収剤として用いるのが一般的である。 たとえば、一般的な苛性溶媒：水酸化ナトリウムはCO2 と反応し、安定した炭酸ナトリウムを沈殿させ、炭酸塩は加熱することで高純度のガス状CO2を放出することができる。   加熱にはエネルギーを要するため、未利用の熱源を用いることが望ましい。
アルカリおよびアルカリ土類水酸化物による苛性化、炭酸化 、および多孔質吸着剤に担持されたアミンからなる有機-無機ハイブリッド吸着剤などの研究が進んでいる。

### 膜分離法
CO2 を透過させる半透膜に圧力をかけることで、CO2を選択的に濾し取る方法。この方法は水をほとんど必要とせず、設置面積も小さくなる。 

## 環境への影響
DACの支持者は、DACが気候変動緩和の不可欠な要素であると主張している。   研究者たちは、DACがパリ協定の目標に貢献するのに役立つ可能性があると考えている。しかし、他方で、この技術に依存することは危険であり、後で問題を解決することが可能であるという考えの下で排出削減を延期するかもしれないと主張し  、DACに頼らず排出削減するべきと主張している。  
アミンベースの吸収に依存するDACは、大量の水を必要とする。年間3.3ギガトンのCO2を回収するには、300 km 3の水、つまり灌漑に使用される水の4％が必要になると推定される。一方、水酸化ナトリウムを使用すると、必要な水ははるかに少なくて済む。
DACはまた、 大気中のCO2 の濃度が低いため、煙道ガスなどの点源からの回収と比較して、はるかに多くのエネルギーを必要とする。  周囲の空気からCO2を抽出するために必要な理論上の最小エネルギーは、 約250kWh/t-CO2である 。回収にかかるエネルギー需要を賄うために、小型原子力発電所の使用を提案する動きもある。 
DACで回収したCO2を、炭素回収貯留（CCS）システムで地下貯留すれば、大気中のCO2濃度を低下させ、カーボンネガディブなプラントを実現することができる。しかし地下貯留先が油田の場合、石油増進回収により化石燃料の消費に貢献することからCO2削減効果が薄くなってしまう  。

## アプリケーション
DACの実用的なアプリケーションは次のとおり。
- 増進回収法[2]
- カーボンニュートラルな合成燃料とプラスチックの製造[2][9][12]
- 飲料の炭酸化[13]
- 炭素隔離[8]
- コンクリート強度の向上[13]
- カーボンニュートラルなコンクリート代替品の作成[13]
- 藻類農場の生産性の向上[14]
- 温室内の空気の濃縮[14]

これらのアプリケーションでは、捕捉されたガスから形成されるさまざまな濃度のCO2生成が必要である。CCSには、純粋なCO2 製品（濃度> 99％）が必要だが、農業などの他のアプリケーションは、より希薄な濃度（〜5％）でも用途となりうる。ただし元の大気中のCO2濃度が0.04%程度と薄いため、濃縮には多くのエネルギーとコストが必要となる。

## 費用
DACを実装する上での最大のハードルの一つは、 CO2と空気を分離するために必要なコストである。  2011年の調査によると、年間メガトンのCO2を回収するように設計されたプラントのコストは22億ドルであった。 同じ時期の他の研究では、DACのコストはCO2  1トンあたり200〜1000ドル 、1トンあたり600ドルと試算された。 
カナダのブリティッシュコロンビア州で2015年から2018年に実施されたパイロットプラントの経済調査では、除去された大気中のCO2  1トンあたり94〜232ドルのコストと試算された。  

## 日本国内の事例

### SyncMOF株式会社
SyncMOF株式会社は、2019年に設立された名古屋大学発ベンチャー企業。多孔性材料「MOF」の研究開発や、製品・サービスの開発を行う。
MOFは、金属と有機配位子からなる多孔性材料で、無数のナノメートルサイズの孔が開いており、ガスや水分その他の溶媒を吸着する性質を持つ。 同社は、MOFを活用し、湿度量や吸着物質の調整が可能な除湿剤『DehumOF』や、ナノ空間に大量のガスを貯蔵できる『TankMOF』などを製造。 

### Planet Savers株式会社
Planet Savers株式会社は、2023年に設立されたベンチャー企業。ゼオライトを用いたDACの研究・開発を行う。
「2050年に年間1ギガトン（10億トン）のCO₂を回収し、気候変動解決のフロンティアランナーとなる」をビジョンに、「気候変動を食い止め、次世代に美しい地球を残す」をミッションに掲げる。

### カルシウム株式会社
カルシウム株式会社は、2023年に設立されたベンチャー企業。人工サンゴを用いたDAC、特殊セラミックによる水質浄化の研究・開発を行う。人工サンゴは、サンゴの石灰化のプロセスから着想を得た特殊セラミックで、CO₂の海洋吸収・固定を促進する。

## 海外の事例

### カーボンエンジニアリング社
これは、2009年に設立され、ビル・ゲイツとマレー・エドワーズなどの支援を受けた商用DAC企業である。   2018年現在 、彼らはカナダのブリティッシュコロンビア州でパイロットプラントを運営しており、2015年から使用されており 、約1トン/dayのCO2を回収することができる。   2015年から2018年に実施されたパイロットプラントの経済調査では、94〜232ドル/t-CO2のコストと試算される。  
カリフォルニアのエネルギー会社Greyrockと提携し、CO2 の一部をガソリン、ディーゼル、ジェット燃料などの合成燃料に変換する。  
同社は水酸化カリウム溶液を使用している。 CO2 と反応して炭酸カリウムを生成し、から一定量のCO2を除去する。 

### クライムワークス社
2017年5月にスイスのチューリッヒ州のヒンヴィールで操業を開始した最初の工業規模のDACプラントは、年間900トンのCO2の回収能力を持つ。プラントは地元の廃棄物焼却プラントからの未利用熱を使用する。 回収したCO2 は、近くの温室で野菜の収穫量を増やすために使用される。 
同社は回収に、約600ドル/t-CO2かかると述べている。  
Climeworksは、2007年に開始されたCarbFixプロジェクトでReykjavikEnergyと提携した。 2017年にCarbFix2プロジェクトが開始され 、ヨーロッパから資金提供を受けている。
CarbFix2パイロットプラントプロジェクトでは、回収したCO2 が地下700メートルに注入され、玄武岩質の岩盤に鉱化して炭酸塩鉱物を形成して貯留される。  

### グローバルサーモスタット社
2010年に設立された民間企業で、ニューヨークのマンハッタンにあり、アラバマ州のハンツビルに工場が立地している。 グローバルサーモスタットは、炭素スポンジに結合したアミンベースの吸着剤を使用して、CO2を回収する。
同社は、ハンツビルの施設において、120ドル/t-CO2を達成すると主張している。 
グローバルサーモスタットは、大気中CO２由来の炭酸飲料の実現を目的にしたコカ・コーラ社や、CO2由来燃料に関心を持つエクソンモービルとの契約を締結している。 

### ソレテアパワー社
フィンランドのラッペーンランタにある2016年に設立されたスタートアップである。建物内の換気ユニットからCO2を吸収し、オフィス内のCO2濃度を低下させ、空気の質を向上させる。オフィス内のCO2を除去することで、従業員の認知機能を改善できるという点に焦点を当てている。 
同社は、回収したCO2 を合成再生可能燃料の製造や、産業用途の原料として使用するとしている。

### プロメテウスヒューエル社
サンタクルスに本拠を置く新興企業で、2019年に立ち上げ。大気中のCO2を除去し、ゼロネットカーボンガソリンとジェット燃料に変えることをめざしている。  同社はDAC技術を使用して、空気から直接プロセス電解質にCO2を吸着し、そこで電極触媒によってアルコールに変換、カーボンナノチューブ膜を使用してアルコールを電解質から分離し、ガソリンやジェット燃料にアップグレードするとしている。

### ヘルルーム・カーボン・テクノロジーズ
2023年11月、カリフォルニア州トレイシーに、ヘルルーム社初の直接空気回収施設がオープンした。この施設では年間最大1,000米国トンのCO2を除去することが可能であり、回収されたCO2は、その後カーボンリサイクル技術を用いてコンクリートに封じ込められる。またヘルルーム社は、マイクロソフトと、315,000トン分のCO2オフセット契約を結んだ。